# Gastone Pisoni
Gastone Pisoni (Milano, 29 agosto 1906 – Neghelli, 20 gennaio 1936) è stato un militare e aviatore italiano, caduto nel corso della Guerra d'Etiopia e decorato alla memoria con la Medaglia d'oro al valor militare.

## Biografia
Nacque a Milano il 29 agosto 1906, e l'anno seguente la famiglia si trasferì a Genova.  Conseguita la laurea in ingegneria industriale meccanica presso l'università di Torino, nel 1933 ottenne il brevetto di pilota civile presso l'Aeroclub e successivamente entrò a far parte della Regia Aeronautica conseguendo nel 1934 la nomina a sottotenente di complemento e quella di pilota militare su velivolo Fiat C.R.20. Assunto in servizio presso l'ufficio progetti della Aeronautica d’Italia per la costruzione di apparecchi militari, passò poi alla Società Piaggio di Genova Sestri quale capo dell’ufficio progetti. Nel maggio 1935 fu richiamato in servizio a domanda ed assegnato alla 79ª Squadriglia del 1º Stormo Caccia Terrestre, e nel novembre successivo, dopo lo scoppio della guerra d'Etiopia partiva per l'Africa Orientale assegnato all'Aviazione della Somalia. 
Cadde in combattimento a Neghelli il 20 gennaio 1936, quando il suo aereo da ricognizione IMAM Ro.37 fu abbattuto dalla contraerea, e fu insignito della medaglia d'oro al valor militare alla memoria. Una via di Genova porta il suo nome, così come una di Milano.

### Annotazioni
1. ↑  Appassionato sportivo praticò sci ed alpinismo.

### Fonti
1. 1 2 3 4  Combattenti Liberazione.
2. 1 2  Gruppo Medaglie d'Oro al Valor Militare 1965, p. 138.
3. 1 2 3  Ufficio Storico dell'Aeronautica Militare 1969, p. 54.
4. ↑   Medaglia d'oro al valor militare Pisoni Gastone, su quirinale.it, Quirinale. URL consultato l'11 luglio 2021.